# Expédition Malaspina
Pour les articles homonymes, voir Malaspina.

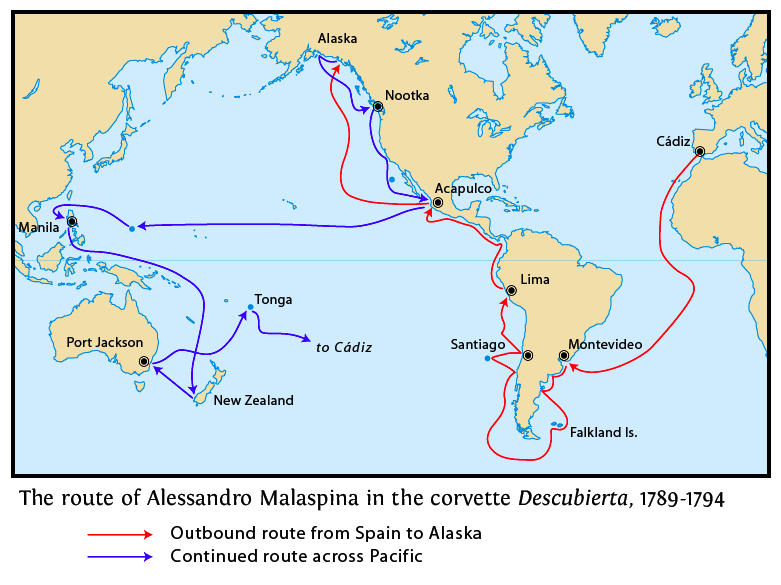
Carte montrant l'itinéraire du navire Descubierta d'Alessandro Malaspina sans le retour en Espagne depuis les Tonga. Le tracé de lAtrevida de José de Bustamante y Guerra est pour l'essentiel le même, mais a dévié à certains endroits.

En septembre 1788, avec son collègue José de Bustamante y Guerra, Alessandro Malaspina proposa au gouvernement espagnol d'organiser une expédition politique et scientifique pour visiter presque toutes les possessions espagnoles en Amérique et en Asie. Ce voyage devait être connu sous le nom d'Expédition Malaspina.

## Voyage

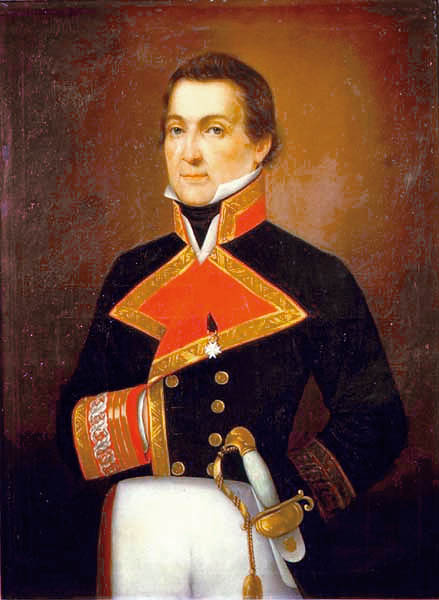
Alessandro Malaspina

Il y avait là un désir évident d'imiter les voyages de Cook et de La Pérouse à travers un océan considéré jadis comme une mer espagnole (pendant deux siècles et demi, depuis que l'expédition de Magellan avait croisé dans le Pacifique et découvert les Philippines, l'Espagne l'avait considéré comme sa propriété exclusive, puisqu'elle contrôlait à l'ouest les Philippines et à l'est la presque totalité de son rivage, depuis le Chili jusqu'à la Californie).
Les buts de l'expédition seraient les suivants : approfondir les connaissances en sciences naturelles (botanique, zoologie, géologie), réaliser des observations astronomiques et « établir des cartes hydrographiques pour les régions d'Amérique les plus éloignées ». Le projet reçut l'approbation de Charles III, deux mois exactement avant sa mort. L'expédition qui se composait des frégates Atrevida et Descubierta ; on leva l'ancre à Cadix le 30 juillet 1789, emmenant à son bord tout ce que la Marine espagnole comptait d'astronomes et d'hydrographes distingués ; les accompagnaient aussi d'éminents naturalistes et dessinateurs, comme le professeur de peinture José del Pozo, les peintres José Guío et Fernando Brambila secondé par le dessinateur Juan Ravenet (en) (lesquels les rejoignent à Acapulco en 1791), le botaniste franco-espagnol Luis Née, les naturalistes Antonio Pineda et Thaddäus Haenke. La qualité de l'équipage ne se limitait pas à sa dotation scientifique : participait aussi à l'expédition Alcalá Galiano, qui devait mourir héroïquement durant la bataille de Trafalgar. Les navires, spécialement conçus et construits pour le voyage, avaient été baptisés Atrevida et Descubierta par Malaspina en hommage aux navires de James Cook Resolution et Discovery.
Après avoir jeté l'ancre pendant quelques jours aux îles Canaries, ils naviguèrent le long des côtes de l'Amérique du Sud jusqu'au Río de la Plata, arrivant à Montevideo (aujourd'hui capitale de l'Uruguay) le 20 septembre. De là, ils continuèrent jusqu'aux îles Malouines, en reconnaissant auparavant les côtes de la Patagonie. Ils doublèrent le cap Horn et entrèrent dans le Pacifique le 13 novembre, en explorant la côte et en accostant dans l'île de Chiloé, à Valparaíso, à Santiago du Chili, à Callao, à Guayaquil et à Panama, arrivant finalement à Acapulco en avril 1791.

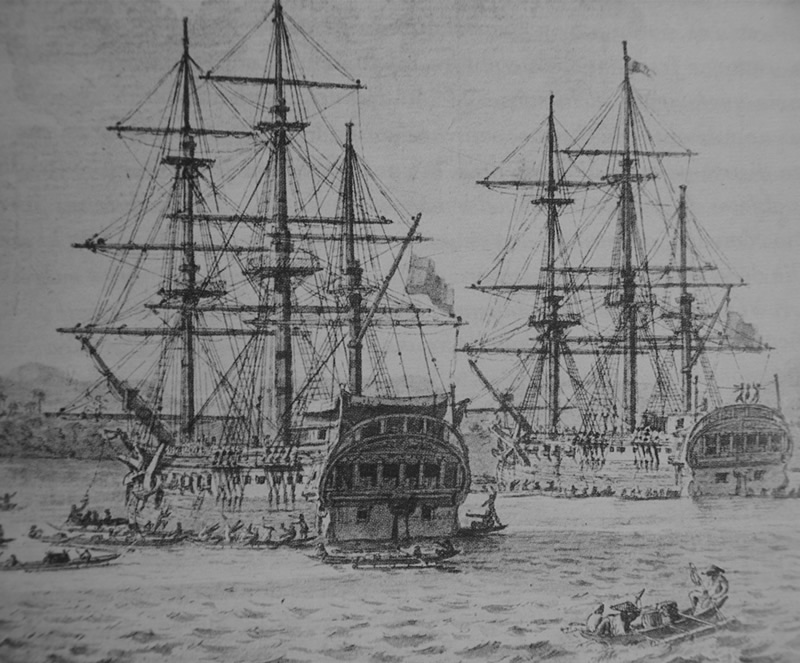
Les Descubierta et Atrevida

C'est là que leur arriva l'ordre du roi Charles IV de trouver le passage du Nord-Ouest qui, supposait-on, unissait les océans Pacifique et Atlantique. Malaspina, au lieu de se rendre à Hawaii, comme il en avait eu l'intention, suivit les ordres du roi, et arriva jusqu'à la baie Yakutat et au fjord Prince William (Alaska), ce qui le convainquit qu'un tel passage n'existait pas. Il revint vers le sud jusqu'à Acapulco (où il arriva le 19 octobre 1791), après avoir passé par le poste espagnol de Nutka (actuellement Nootka, dans l'île de Vancouver) et celui de Monterey en Californie.
À Acapulco, Malaspina reçut l'ordre du vice-roi de la Nouvelle-Espagne de reconnaître et de cartographier le détroit de Juan de Fuca, au sud de Nutka. Malaspina réquisitionna deux petits navires, le Sútil et la Mexicana, qu'il plaça sous le commandement de deux de ses subordonnés, Alcalá Galiano et Cayetano Valdés. Ces bateaux se séparèrent de l'expédition et se dirigèrent vers le détroit de Juan de Fuca pour exécuter l'ordre.
Le reste de l'expédition se dirigea vers le Pacifique, et navigua ensuite à travers les îles Marshall et Mariannes avant de jeter l'ancre à Manille (Philippines) en mars 1792. Là, les frégates se séparèrent. Tandis que l'Atrevida se dirigeait vers Macao, la Descubierta explorait les côtes des Philippines. À Manille le botaniste Antonio Pineda devait mourir ayant pris les fièvres. S'étant retrouvées en novembre 1792, les deux frégates quittèrent les Philippines et naviguèrent à travers Sulawesi et les Moluques, en se dirigeant ensuite vers l'île du Sud de la Nouvelle-Zélande (25 février 1793), cartographiant le fjord de Doubtful Sound. L'escale suivante fut la colonie britannique de Sydney, d'où elles rentrèrent au port de Callao touchant terre dans l'île de Tonga et de là, par le cap Horn, elles rentrèrent à Cadix le 21 septembre 1794.
L'expédition dressa des cartes, composa des catalogues sur les minéraux et la flore et réalisa d'autres études scientifiques. Mais elle ne se limita pas aux seules questions relatives à la géographie ou à l'histoire naturelle. À chaque escale, les membres de l'expédition prenaient immédiatement contact avec les autorités locales, et les hommes de science s'il y en avait, pour approfondir les travaux de recherche.
À son retour en Espagne, Malaspina présenta un rapport, Viaje político-científico alrededor del mundo (1794), qui comprenait un rapport politique confidentiel, avec des observations critiques de caractère politique au sujet des institutions coloniales espagnoles où il conseillait l'octroi d'une vaste autonomie aux colonies d'Amérique et du Pacifique, ce qui lui valut en novembre 1795, de se voir accuser par Manuel Godoy d'être un révolutionnaire et un conspirateur et d'être condamné à dix ans de prison au château San Antón de La Corogne.

## Les navires de l'expédition
La Descubierta (« Découverte ») et l'Atrevida (« Intrépide ») ont été construites par le chantier naval de La Carraca à Cadix par l'architecte naval Tómas Muñoz, sous la supervision de Malaspina et selon ses spécifications. Les deux navires de trois cents tonneaux chacun, ont une longueur de 33 mètres pour une largeur de 9 mètres et une profondeur de cale de 4 mètres. Ils étaient armés de quatorze canons de 6 et deux canons de 4. Ils ont été lancés ensemble le 8 avril 1789.

## Résultats de l'expédition Malaspina

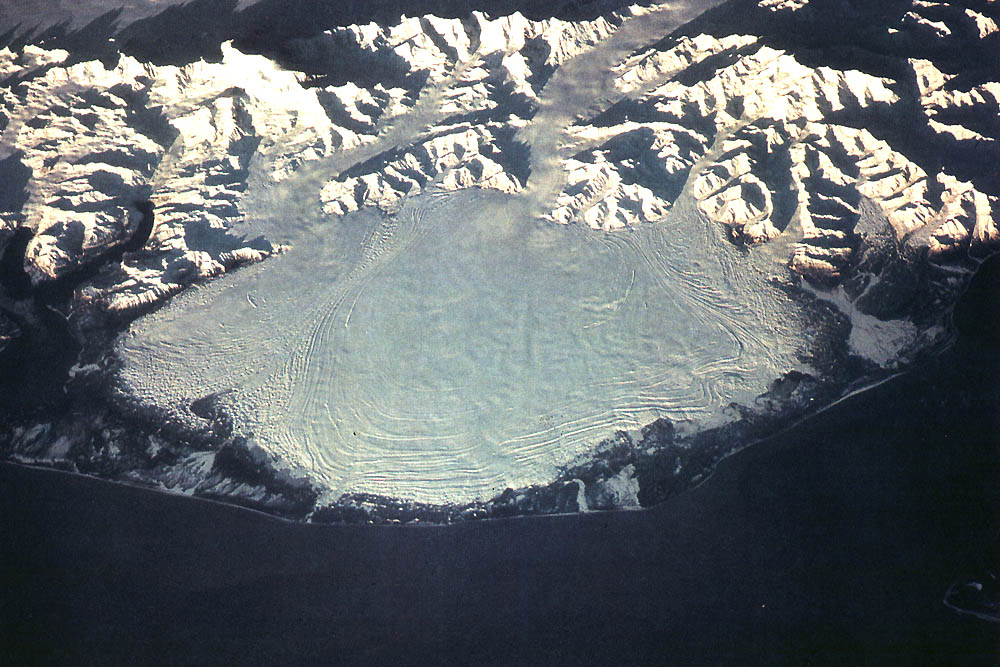
Le glacier Malaspina en Alaska, vue satellite

L'objectif de Malaspina était vraiment ambitieux. Il visait à établir une description raisonnée et cohérente des possessions de la monarchie espagnole. Pour cela, il ne s'appuyait pas seulement sur les travaux de ses collaborateurs, mais il avait également fouillé dans les archives et les fonds principaux de l'Amérique espagnole. À travers ses journaux et ses rapports, apparaissent les aspects distincts de la réalité de l'empire, depuis le travail des mines et les vertus médicinales des plantes jusqu'à la culture, et depuis la population de la Patagonie jusqu'au commerce des Philippines. C'est ainsi le couronnement, suivant les principes du Siècle des Lumières, de l'expérience de la découverte scientifique, ce sont trois siècles de connaissance du Nouveau Monde avec la tradition espagnole des relations géographiques et les questionnaires sur les « Indes ». Et tout cela est fait sous une forme caractéristique de l'époque, imbue du credo scientifique et naturaliste du Siècle des Lumières, Malaspina ayant composé en définitive une vraie physique de la Monarchie.
À son retour, l'expédition Malaspina avait accumulé une quantité énorme de matériel : une collection d'espèces botaniques et minérales, ainsi que des observations scientifiques (on avait pu établir soixante-dix nouvelles cartes pour la navigation) et des dessins, des croquis, des esquisses et des peintures, c'était impressionnant et dépassait certainement ce qu'au cours de leur histoire les navigateurs espagnols avaient pu réunir en un seul voyage.
De tout ce trésor de connaissances et de cette expérience inégalable, seul un Atlas fut publié avec 34 cartes de navigation. Pendant le procès de Malaspina, en 1795, on essaya de faire disparaître les matériels de l'expédition, qui ont cependant été conservés à la Direction de l'Hydrographie du Ministère de la Marine, à Madrid. La plus grande partie de ce travail devait rester inédite jusqu'en 1885, quand le capitaine de navire Pedro de Novo y Colson publia le Viaje político-científico alrededor del mundo de las corbetas Descubierta y Atrevida al mando de los capitanes de navío D. Alejandro Malaspina y D. José Bustamante y Guerra desde 1789 a 1794 (mais quelques matériels, comme certaines observations astronomiques et une histoire naturelle, avaient été perdus pour toujours). Une partie des collections d'histoire naturelle constituées au cours de l'Expédition, surtout celles qui concernent la botanique, ont connu un meilleur destin : l'herbier de Luis Née a été donné au Jardin botanique royal de Madrid, où il est actuellement conservé, et de nombreuses espèces ont été décrites grâce à ces matériels par Antonio José Cavanilles qui en était alors le directeur.

### Article de presse
- Gazette Nationale ou Le Moniteur Universel, no 262, mercredi 10 juin 1795[2] :

« Cadix, le 15 avril.— Les corvettes la Découverte [et l'Entreprenante,] et la goélette la Légère, parties de Cadix à la fin de juillet 1789 pour reconnaître les côtes de l'Amérique méridionale et des îles adjacentes, depuis le cap de Horn jusqu'à l'extrémité du nord-ouest de l'Amérique, sont maintenant de retour dans les ports espagnols. Les découvertes faites pendant cette expédition ont donné la certitude qu'il n'existe aucun passage dans l'océan Atlantique sur les côtes nord-ouest de l'Amérique entre les 59e, 60e et 61e degrés de latitude. Les goélettes la Légère et la Mexicaine, détachées, au commencement de 1792, des autres bâtiments, ont contribué, de concert avec les vaisseaux anglais sous les ordres du capitaine Van-Coover, à déterminer la position de l'archipel immense connu sous le nom de l'amiral Fronte et Jacques de Fucea. Ces corvettes ont employé la meilleure partie de la même année à l'examen des îles Marianne, Philippines et Macao, sur les côtes de la Chine. Elles ont navigué ensemble entre l'île de Mendanao et celle de la Nouvelle-Guinée, et passant au delà de la ligne, en tirant vers l'orient, elles ont parcouru, sur des mers inconnues, un espace de cinq cents lieues. Elles ont traversé les nouvelles Hébrides, visité la Nouvelle-Zélande, la Nouvelle-Hollande et l'archipel des îles des Amis, en prenant par celles de Babau, qui n'avaient été jusqu'à ce jour reconnues par aucun navigateur étranger. Ce voyage a considérablement augmenté les connaissances en botanique, en lithologie et en hydrographie. Les expériences faites sur la gravité des corps, répétées à diverses latitudes, doivent conduire à d'importantes découvertes sur l'irrégularité de la figure de la terre ; découvertes qui serviront de base à une mesure universelle, qu'on pourra établir en Europe. En étudiant l'histoire civile et politique des nations qui ont été visitées, on a dû acquérir de grandes connaissances sur l'homme, et l'on a réuni des monuments qui répandent de grandes lumières sur les migrations de ces peuples et les progrès de leur civilisation. La nature a répandu dans l'immense étendue des possessions espagnoles des productions inconnues jusqu'à ce jour, qui peuvent, en donnant lieu à de nouvelles spéculations, augmenter les moyens et la force de cette puissance. Cette expédition n'a coûté aucune larme au genre humain, ce qui est sans exemple parmi toutes les entreprises de cette sorte, tant anciennes que modernes. Toutes les tribus, toutes les peuplades qui ont été visitées, n'ont point vu ces nouveaux Argonautes se rougir de leur sang, mais ils ont reçu des idées nouvelles, des instruments inconnus et d'utiles semences. Les corvettes elles-mêmes ont parfaitement réussi dans la conservation de leurs équipages. Toute leur perte se réduit à celle de trois ou quatre personnes qui ont péri sur chacune d'elles, bien qu'elles aient été exposées pendant un temps très-long, aux chaleurs ardentes de la zone torride. La mort de don Antonio Pineda est le seul événement qu'on puisse regarder comme malheureux pendant toute cette expédition. L'histoire de ce voyage sera imprimée : déjà l'on en prépare le prospectus. »

### Source
- (es) Cet article est partiellement ou en totalité issu de l’article de Wikipédia en espagnol intitulé « Expedición Malaspina » (voir la liste des auteurs).